# مايكل كوفمان
مايكل كوفمان هو كاتب وباحث كندي، ولد في 27 مارس 1951 في كليفلاند في الولايات المتحدة.